# 앨러게니숲쥐
앨러게니숲쥐(Neotoma magister)는 비단털쥐과에 속하는 설치류의 일종이다. 한때는 동부숲쥐(N. floridana)의 아종으로 간주되었으나 현재는 DNA 분석을 통해 별도의 종으로 분류되고 있다.